# Paronychia chilensis
Paronychia chilensis là loài thực vật có hoa thuộc họ Cẩm chướng. Loài này được DC. mô tả khoa học đầu tiên năm 1828.